# 御家人
御家人（ごけにん）は、武家の棟梁（将軍）の家人を指す。なおその身分は、中世と近世とでは意味合いが多少異なる。

## 中世の御家人
平安時代には、貴族や身分の高い者に仕える家臣を「家人」と呼んだ。

### 成立
鎌倉幕府が成立すると鎌倉殿と主従関係を結び従者となった者を、鎌倉殿への敬意を表す「御」をつけて御家人と呼ぶようになった。鎌倉殿御家人、関東御家人、鎮西御家人とも言う。
御家人の成立は、源頼朝による鎌倉幕府の樹立と密接に関連する。流人だった頼朝の家人はごくわずかであり、1180年（治承4年）の挙兵の際、父源義朝の家人だった南関東の武士たちを「累代の御家人」として誘引したが、当時の観念では主従関係は個々に結ぶものであり、頼朝に従属しない武士も多かった。
その後、鎌倉に東国政権を樹立すると、各地の武士が続々と頼朝支配下へと入っていった。急速に増加した支配下の武士等を秩序だって組織化するため、以仁王の令旨が利用された。すなわち、令旨に従って頼朝の支配に入った武士等は、一律に「御家人」として組織された。御家人には武士出身の武士御家人と、文吏僚出身の文士御家人とがいた。武士御家人の有力者が千葉氏、三浦氏、小山氏等であり、文士御家人の代表が大江広元、三善康信、二階堂行政等である。
治承・寿永の乱期には、本拠である関東以外の各地の多くの武士を服属させる（御家人として組織化する）必要があり、平氏追討に従う武士を御家人として認定し本宅を安堵する「本宅安堵」が多く行われた。関東の御家人の多くが頼朝の所領安堵を通じて御家人となっていたのに対し、本宅安堵の御家人に所領安堵する権限を有していたのは荘園領主たる本所や国司だったため、頼朝は本所・国司の権限を侵すことなく、地位を安堵することで御家人を組織したのである。
このように御家人は、鎌倉殿から直接に所領安堵を受ける御家人と、本宅安堵を受ける御家人に分けられる。前者には東国に在住し、早い時期から頼朝に臣従していた者が多い。地頭職に補任されるなどの厚い保護を受ける見返りに、有事には緊急に鎌倉に参集する義務を負っていた。後者は国を単位に編成され、「国御家人」と呼ばれた。治承・寿永内乱の終結後は、大番役への催促を通じて各地武士の国御家人化が進められ、西国武士の多くがこれにより国御家人へ編成された。国御家人を統括するのは守護の任務であり、大番役を催促するとともに、大番役勤仕の御家人名簿を幕府へ提出していた。
御家人は、上記のとおり直接所領安堵・本宅安堵の区分のほか、広大な所領を持ち数カ国の守護を兼ねる有力御家人から、ごく狭い所領しか持たない零細な御家人まで大小さまざまな規模であったが、鎌倉殿に等しく従属する家人として、身分上は同格として扱われた。ただし、同時の主従関係では従者は己の利害により自由に主人を選択出来たし、複数の主人に仕えることも出来たので、御家人の中には、京都の公家を主人とする者も存在した。また、有力御家人はその勢力を伸張する中で、小御家人を家人化する例もあった。

### 御恩と奉公
御家人が鎌倉殿から受ける恩恵、すなわち御恩は、安堵と新恩給与である。安堵には前述のごとく所領安堵と本宅安堵がある。新恩給与は、謀反追討などに勲功を挙げた御家人に対し、謀反人の所領などを新領として給与することである。所領安堵および新恩給与は、地頭職への補任という形で行われるようになる。承久の乱後には、後鳥羽上皇から没収した大量の所領が勲功を挙げた御家人へ新領給与されているが、この新領給与も地頭補任の形でなされており、この時に補任された地頭を特に新補地頭という。
御家人は御恩を受ける見返りとして、奉公、すなわち鎌倉殿へ軍役と公事の奉仕義務を負う。こうした義務を御家人役と称する。軍役とは、戦時の従軍参加はもちろんのこと、平時においての京都・鎌倉の大番役や異国警護役などの役を指す。公事は関東御公事（みくうじ）ともいい、幕府から御家人に賦課された米銭の納入義務のことである。
こうした鎌倉殿と御家人間の互恵関係を御恩と奉公という。

### 鎌倉中期以降
史料から検出される御家人の数は決して多くはなく、関東諸国を除き、一か国あたりおおむね数名程度にとどまっていた。翻って、関東諸国は他地域に比べて御家人が非常に多い地域であり、1275年（建治元年）の「六条若宮造営注文」に記載されている全国の御家人総数が469名であるのに対し、鎌倉中123名、武蔵国84名、相模国33名、在京28名、その他の関東諸国にも数十名の御家人が在住していた。本注文は全御家人を網羅したものではないが、御家人は武士の中でも限られた階層だったことを物語っている。
いっぽう、鎌倉幕府と御恩・奉公の契約関係にない「非御家人」の数も多かった。文永の役という対外危機に伴い、幕府は非御家人への指揮権も得ることになったが、幕府に従わぬ武士も多かった。永仁の徳政令以後は、非御家人に対する御家人への優遇策は顕著となり、非御家人の中には悪党となって幕府や公家・寺社への反抗を行う者も現れた。その一方で、徳政令発布の裏側には、子弟への所領の分割相続や軍事的緊張の高まりによる御家人役の増加などの負担に耐え切れずに所領を失った「無足の御家人」の存在があった。

### 建武の新政
鎌倉幕府の勢力が強まるにともなって、御家人は武士の身分を表す言葉となった。ところが、鎌倉幕府の滅亡によって建武政権が成立すると状況は変わる。鎌倉幕府が滅亡した1333年（元弘3年、正慶2年）の秋以後、遅くても1334年（建武元年）までには「御家人」の呼称は廃止された。
後醍醐天皇は結城宗広宛書簡において、御家人を陪臣に貶められた人々とみなし、御家人を廃止して天皇の直臣に取り立てることを栄誉と感じるであろうと認識していたことが分かる。また、現実的な問題として、地頭職への非御家人の進出や「無足の御家人」の増加などによって御家人役の機能が低下しており、御家人役に代わる新たな軍役・公事賦課体系を形成する必要に迫られていたという側面もあった。だが、これは当の武士階級からは御家人の名誉と特権を剥奪するものと解釈され、反発を買うことになった。『太平記』巻13「龍馬進奏事」によれば、「御家人」の呼称が廃止されたことで、大名・高家は凡民と同じく扱われるようになったと憤りを招いたと記されている。こうした武士の反発が、やがて延元の乱による建武政権の崩壊につながることになるが、「地頭＝御家人」であることを前提としていた鎌倉幕府のような御家人制度を復活させることは、既に困難となっていたのである。

### 室町幕府・戦国大名の御家人
室町幕府は御家人制度を採らなかったが、奉公衆を指して、古文書学上は御家人という用語がしばしば登場する。歴史教科書では、室町幕府の将軍家と主従関係にある者を指して御家人という用語は使っていない。   
御家人は将軍直参の武士の身分を示す用語としてしばしば用いられ、戦国時代には転じて戦国大名の家臣を指す言葉として使用されることもあった。特に著名なものとしては、武田氏・毛利氏などがある。   
この記述「御家人」について、中世史家の矢田俊文は、地侍化した惣百姓と、武田氏のもともとの家臣であったものを区別するために行ったものであると説明している。

## 近世の御家人

### 概要
江戸時代には、御家人は知行が1万石未満の徳川将軍家の直参家臣団（直臣）のうち、特に御目見未満（将軍が直接会わない）の家格に位置付けられた者を指す用語となった。御家人に対して、御目見以上の家格の直参を旗本という。
近世の御家人の多くは、戦場においては徒士の武士、平時においては勘定所勤務・普請方勤務・番士もしくは町奉行所の与力・同心として下級官吏としての職務や警備を務めた人々である。
御家人は原則として、乗り物や馬に乗ることは許されず、家に玄関を設けることができなかった。ここでいう乗り物には、扉のない篭は含まれない。例外として、奉行所の与力となると馬上が許されることがあった。有能な御家人は旗本の就く上位の役職に登用されることもあり、原則として布衣以上の役職に就任するか、3代続けて旗本の役職に就任すれば旗本の家格になりうる資格を得られた。

### 家格
御家人の家格は譜代（ふだい）、二半場（にはんば）、抱席（かかえせき）の3つにわかれる。譜代は江戸幕府草創の初代家康から4代家綱の時代に将軍家に与力・同心として仕えた経験のある者の子孫、抱席（抱入（かかえいれ）とも）はそれ以降に新たに御家人身分に登用された者を指し、二半場はその中間の家格である。また、譜代の中で特に由緒ある者は譜代席と呼ばれ、江戸城中に自分の席を持つことができた。
譜代と二半場は、無役（幕府の公職に任ぜられていない状態）であっても俸禄の支給を受け、惣領に家督を相続させて身分と俸禄を伝えることができた。家督相続や叙任にあたっては、御家人は旗本のように将軍に謁見することはなかったが、譜代席のみは城中で若年寄や頭などの上司に謁見して申し渡された。譜代席未満の御家人は、城中ではなく自分の所属する機関で申し渡しがあった。
譜代と二半場に対して、抱席は一代限りの奉公で隠居や死去によって御家人身分を失うのが原則であった。しかし、この原則は次第に崩れていき、町奉行所の与力組頭（筆頭与力）のように、一代抱席でありながら馬上が許され、230石以上の俸禄を受け、惣領に家督を相続させて身分と俸禄を伝えることが常態化していたポストもあった。これに限らず抱席身分も実際には、隠居や死去したときは子などの相続人に相当する近親者が、新規取り立ての名目で身分と俸禄を継承していたため、江戸時代後期になると、富裕な町人や農民が困窮した御家人の名目上の養子の身分を金銭で買い取って、御家人身分を獲得することが広く行われるようになった。売買される御家人身分は御家人株と呼ばれ、家格によって定められた継承することができる役ごとに相場が生まれるほどであった。譜代の御家人株も実際に売られており、河内山宗俊とつるんで悪事を働いて死罪になった「馬の沓」こと大川鉄蔵（高原八十次郎）は、元は下谷御切手町の居酒屋（煮売酒屋）の亭主で、譜代の御家人・黒鍬者の株を買っていたことが分かっている。御家人株（御家人の資格）は幕府当初から半ば公然と売買が行われており、特に盛んになったのは江戸後期である。嘉永頃には100石に付き50両や、与力1000両、同心200両、御徒500両という相場も成立していた。このため安永3年、天保7年、嘉永6年には持参金付きの養子を禁じる法令も出されている。
御家人株を購入したものやその子孫でも栄達し、幕府の遠国奉行や勘定吟味役といった重職についた者もいる。著名な者に勝海舟や田村保永（本因坊秀哉の父）などがいる。

### 知行
御家人の大半は、知行地を持たない30俵以上、80俵取り未満の蔵米取で占められ、知行地を持つ者でも200石取り程度の小身であった。旗本は百石より一万石未満の知行所を貰ったが、御家人は原則として土地は与えられず、切米、扶持米などの俸禄をうけた。御家人の封禄は最高で二百六十石、最低給金は四両であった。
ただし、旗本と御家人の定義は直参のうち謁見できるかどうかであったので、家禄（俸禄）の高低は家格の決定に関係がなく、旗本で最も小禄であった者は50俵程度で、御家人の大半よりも少ない。200石（俵）取り以上の御家人もいたが、400石を越える御家人は存在しなかった。江戸時代中期以降には、地方知行制が崩れて蔵米取に移行したり、御家人から旗本に昇進したりしたため、知行地を持つ御家人はほとんどいなくなった。
御家人の多くは江戸時代中期（18世紀）以降、非常に窮乏し、1万7千人いた御家人中9割が薄給とされる。諸藩の藩士は、家禄が100石（一般的に四公六民であったことから手取りは40石＝100俵）あれば一応、安定した恵まれた生活を送れたとされるのに対し、幕府の御家人は100石（手取り100俵）取りであっても生活はかなり苦しかったと言われる。御家人は大都市の江戸に定住していたため常に都市の物価高に悩まされ、また諸藩では御家人と同じ程度の家禄を受けている微禄な藩士たちは給人地と呼ばれる農地を給付され、それを耕す半農生活で家計を支えることができたが、都市部の御家人にはそのような手段も取ることができなかったことが理由としてあげられる。窮乏した御家人たちは、内職を公然と行って家計を支えることが一般的であった。

## 備考
- 鎌倉前期までは女性の御家人も存在した[10]。一例としては、河越尼がいる[11]。
- 鎌倉初期の関東（八国の）御家人の数は、文治元年（1185年）に鎌倉に参集し、把握されているだけでも2096人[12][13]（前述の鎌倉中期の総数と比して多く、後代になり、激減したことがわかる[注釈 5]）。また、建久3年（1192年）時点で、鎌倉幕府の支配が比較的及ばない西国の大隅国や伊予国でも30名ほどの御家人がいた[14]。